# Grupo de Actuación Teatral de Occidente
El Grupo de Actuación Teatral de Occidente (GATO) es una agrupación artística apolítica, sin fines religiosos ni lucrativos fundada en la ciudad salvadoreña de Santa Ana por Jorge Ismael García Corleto en agosto de 1974. Y está dedicada a participar en eventos culturales de centros educativos, instituciones de servicio social, Alcaldía Municipal, CONCULTURA, Casas de la Cultura (especialmente las de la zona occidental de El Salvador), y comunidades de escasos recursos.
Entre los miembros de GATO de ayer, destacan: Pedro José Guillén, Juan Carlos Batarse, Irma Leticia y Raúl Enrique García Corleto, América de García, Miguel Ángel y María Isabel Flamenco, Mario Mena, Zoila E. Sibrián, René Navarro, Nelson Alegría, América Beatriz García Herrera.
GATO apoyó esfuerzos culturales a través de la Concertación Artística Cultural Amplia de Occidente (CACAO), poco después de firmados los acuerdos de paz, específicamente en 1991. Hacia 1995 GATO mantuvo, durante un año, el GATO Café Teatro. Al año siguiente, 1996, fundó con el apoyo de la Asociación Salvadoreña de Trabajadores del Arte y la Cultura (ASTAC), un nuevo esfuerzo cultural denominado Ocarina. En 1998 se estableció como Centro Cultural GATO. En tales esfuerzos, siempre se ha potenciado otras disciplinas artísticas como la literatura, la música, el dibujo y la pintura. Actualmente GATO está trabajando en nuevos montajes y está colaborando con la televisión local
Actualmente están trabajando en el desarrollo de las nuevas políticas culturales de El Salvador y en la creación Del Ministerio de Cultura. ver referencia Foro de Intelectuales de El Salvador.

## Antecedentes
En l972, antes del GATO, Ismael García, fundador y director del mismo, estudiaba 9º grado en el Tercer Ciclo del INSA. Su padre le entregó un libro de teoría teatral y le sugirió formar un grupo de teatro para darse a conocer como escritor, de otra manera las limitaciones económicas no se lo permitirían. Así, escribió como pudo y, con la entusiasta colaboración de un grupo de condiscípulos, montó “Una sociedad íntegra”. El grupo, denominado Compañía Teatral de Principiantes, representó al INSA en el Festival Estudiantil de Artes promovido por la Dirección de Artes del Ministerio de Educación en l972, clasificando la obra entre las quince mejores del Festival. En 1973, con sus compañeros de primer año de bachillerato del INSA, formó el grupo Teatro Nuevo-Sedición, con el cual presentó “Se necesita un hombre”, obteniendo el Tercer lugar de Zona, en la versión de l973 del Festival de Artes.

## Fundación
En l974, Ismael García entró en contacto con teatristas egresados del Centro Nacional de Artes, con impulsores de las Artes Escénicas del MINED y de la Universidad de El Salvador y con miembros del club de teatro del Círculo Estudiantil de Santa Ana. Capitalizando la experiencia, GATO surgió en agosto de l974, como necesidad, como idea y como realidad. Contando con la actuación de Juan Carlos Batarse, de Pedro José Guillén y del mismo autor, se montó “Los Tres Poderes”, Primer lugar Nacional Compartido, en el Festival Estudiantil de Artes de l974.

## Algunas Obras
Algunas de las Obras Originales de Ismael García
Los Tres Poderes 1974,
El Condenado 1976,
Un Día Primero Dios 1985,
Lo Hijos del Maíz,
Los Padres del Maíz,
El Curandero,
Homenaje al Hermano Cercano,
El Novicio,
Los Vendedores,
La Biblioteca Circulante,
Coral del Che,
Global Net.

## Miembros actuales de GATO
- Jorge Ismael García Corleto fundador y director,
- Ismael Alejandro García Herrera
- América Beatriz García
- Edgardo Mendóza
- Roque Galdámez
- Luis David Vargas